# Analong
Analong — викопний рід завроподів, що існував в середній юрі. Рештки знайдені у провінції Юньнань, КНР.
Базальний представник Mamenchisauridae.
Вперше рештки були описані у 2000, їх назвали Chuanjiesaurus anaensis. У 2011 вияснено, що рештки належали двом різним екземплярам. Обидва були представниками Mamenchisauridae. У 2020 один з екземплярів виокремлено в Analong chuanjieensis.